# 你和我 (女神卡卡歌曲)
《Yoü and I》是美國歌手Lady Gaga專輯《Born This Way》的第四支單曲,由Lady Gaga填詞。

## 音樂錄影帶
《Yoü and I》MV在7月20日正式展開拍攝，在8月18日正式推出MV，但是《Yoü And I》的MV在8月16日提前在網誌上流出，用了原本在《The Edge of Glory》MV出現的人魚造型作為成為熱門話題。
《Yoü and I》MV中與Lady Gaga一起在玉米地上互動的男子，名叫Jo Calderone，實為Lady Gaga女扮男裝所飾演的。

## 外部連結
- Lady Gaga的官方網站（页面存档备份，存于）
- Yoü and I Music video （页面存档备份，存于）